# Zubialde
Zubialde es una entidad de población española del municipio de Ceberio, perteneciente a la provincia de Vizcaya, en la comunidad autónoma del País Vasco.

## Historia
Hacia mediados del siglo XIX, el lugar, un barrio ya por entonces perteneciente al municipio de Ceberio, tenía contabilizada una población de 32 habitantes. Aparece descrito en el decimosexto y último volumen del Diccionario geográfico-estadístico-histórico de España y sus posesiones de Ultramar de Pascual Madoz con las siguientes palabras:

ZUBIALDE: barrio en la prov. de Vizcaya, part. jud. de Bilbao, ayunt. y térm. del valle de Ceberio: 6 vecinos, 32 almas.
(Madoz, 1850, p. 674)

En 2023, la entidad singular de población de Zubialde tenía empadronados 440 habitantes, 96 de ellos en el núcleo de población de ese nombre y 344 en diseminado.